# Juan Rafael Alday Lasarte
Juan Rafael Alday Lasarte (San Sebastián 1879 - 1955) fue un arquitecto modernista español que desde su puesto de arquitecto municipal de San Sebastián impulsó diversos edificios emblemáticos en  la ciudad.
Sin embargo su obra más significativa fue el diseño y la colocación de la Barandilla de La Concha en San Sebastián  que se convirtió en un icono de la ciudad.

## Biografía y trayectoria profesional
Nació en  San Sebastián y cursó los estudios superiores en la Escuela de Arquitectura de Madrid siguiendo los pasos de su hermano Lucas. 
En el año  1905, Juan Rafael accedió al puesto de ayudante del arquitecto municipal, José Goicoa.
Ocupando el puesto de auxiliar realizó el proyecto urbanístico del Paseo de la Concha, que verá ejecutarse en los años inmediatos.
En 1909 fue nombrado arquitecto titular del Ayuntamiento de San Sebastián.
En 1910 presentó la que sería su obra más emblemática,  la barandilla del paseo de la Concha y en 1911 quedó planteada la rotonda de la Concha con sus afamados obeliscos y las monumentales farolas que flanquean la primera rampa de acceso a la playa.
En el año 1923 figuraba como promotor de la sociedad anónima Gran Kursaal, cuyos beneficios se destinaban a inversiones inmobiliarias.
Se jubiló en 1944 y falleció en San Sebastián en 1955.

## Obras destacadas
Derivado de su cargo municipal acometió reformas, reconstrucciones y ampliaciones de edificios levantados por sus antecesores en el cargo intentando   proporcionar una armonía de conjunto, como se observa en la ampliación de la Escuela de Amara (1908), con los mismos elementos compositivos y reminiscencias del clasicismo, o en la obra de nueva planta del Teatro Principal (1931), con el eclecticismo como forma de expresión.
Otras obras destacadas  fueron:
El  proyecto de muro decorativo para la apertura de la calle Easo, San Sebastián, (1908). 
Urbanismo del Paseo y Rotonda de la Concha. Obeliscos,  farolas y barandilla. San Sebastián. (1908-1911). 
Paseo Nuevo, San Sebastián, (1914-1919). 
Remodelación de la antigua Casa Consistorial (1924) y  la restauración del museo de  San Telmo (1926). 
Pescadería de la Brecha, San Sebastián, (1928).

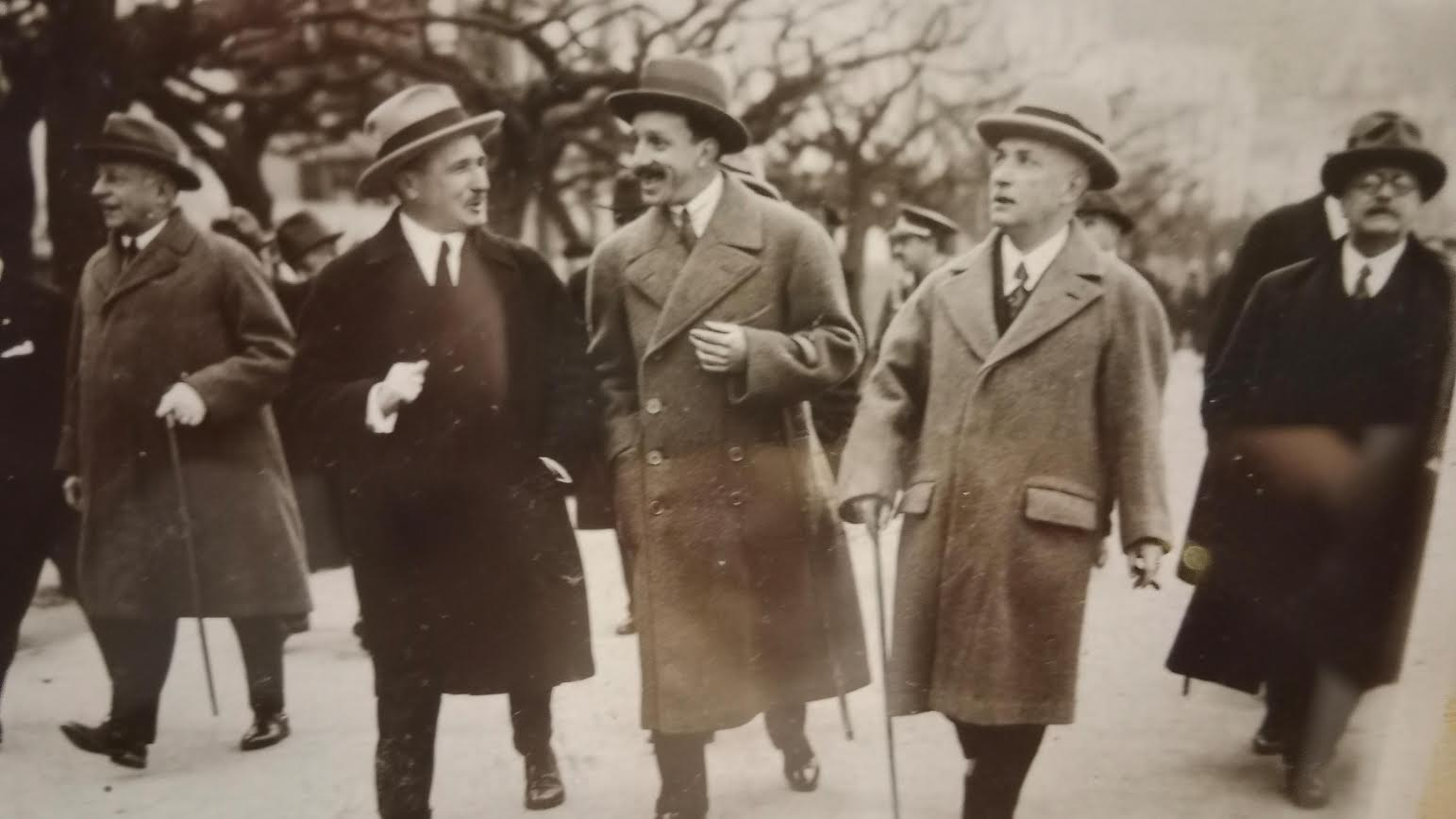
Inauguración del Paseo de la Concha. Juan Rafael Alday con Alfonso XIII.